# South Derbyshire (circonscription britannique)
La circonscription de South Derbyshire  est une circonscription située dans le Derbyshire, et représentée à la Chambre des communes du Parlement britannique depuis 2024 par Samantha Niblett du Parti travailliste.